# Letture e interpretazioni della Bibbia
L'interpretazione della Bibbia ha dato luogo a diverse scuole esegetiche, talvolta note a seconda delle regioni geografiche in cui sono sorte o delle lingue con cui venivano scritti i commenti.
Nell'ebraismo viene data grande importanza alla tradizione orale, riportata in testi e commenti in un processo continuo di approfondimento.
Nella storia del cristianesimo, a partire dagli evangelisti e soprattutto da Paolo di Tarso, sono presenti vari tipi di letture della Bibbia, come quello letterale, allegorico, tipologico o morale.

## Interpretazione ebraica
- Alessandrina: la scuola esegetica alessandrina rappresenta un punto di contatto del mondo ebraico con quello greco. Il tipo di lettura predominante era quello allegorico, con il quale veniva dato un significato etico e psicologico a molte parti della scrittura, come ad esempio alle leggi rituali. Il maggiore esponente di questa scuola fu Filone di Alessandria, il quale a sua volta venne ripreso da teologi cristiani alessandrini dei secoli successivi.
- Le diverse scuole talmudiche (halakhah e haggadah) vedi testi sacri ebraici. Esse hanno un forte interesse prevalentemente per la Torah, dato il suo ruolo primario nell'ebraismo, e quindi privilegiano una lettura halakhica (legalista).
- Salomone Rashi
- Mosè Maimonide

## Interpretazione patristica (II-VII secolo)
- Scuola cristiana di Alessandria: il maggior esponente di questa scuola fu Origene. Come per l'omonima scuola giudaica ebbe un grande rilievo l'allegorismo e veniva data una lettura tipologica dell'Antico Testamento rispetto al Nuovo, cioè gli avvenimenti e i personaggi della Bibbia ebraica erano una figura e una prefigurazione del Nuovo Testamento.
- Scuola di Antiochia: in opposizione a quella alessandrina, veniva dato grande rilievo al senso letterale e storico, mantenendo un metodo esegetico sobrio e rigoroso. I maggiori esponenti di questa scuola furono Teodoro di Mopsuestia, Teodoreto di Cirro, Giovanni Crisostomo, che divenne patriarca di Costantinopoli, Diodoro di Tarso, Efrem il Siro.
- Scuola Latina: fra coloro che scrivevano in latino sono da annoverare, tra i maggiori commentatori della Bibbia, Ambrogio, Agostino di Ippona, San Girolamo, quest'ultimo autore anche della famosa traduzione latina della Vulgata.

Anche Agostino indica l'interpretazione letterale come criterio-guida: "non allontanarsi per nulla dal senso letterale, a meno che non vi sia una qualche ragione che non permetta di tenerlo, o una necessità che imponga di lasciarlo". Parole e fatti della storia della salvezza alludono ad un significato soprannaturale e allegorico che va al di là di quello letterale (Contra Faust. VI, 4; De doctr. chr. II, 40, 61, 62 ecc.).

## Interpretazione alto-medievale (VIII-XI secolo)
Continua il metodo interpretativo allegorico già proprio dei padri, privo di spirito storico e critico.

## Interpretazione ortodossa in oriente (XI secolo ad oggi)
Nell'Ortodossia la Bibbia non viene sempre interpretata letteralmente. Nell'Ortodossia, i veri credenti accettano ciò che è scritto nella Bibbia, e non ne dubitano mai, ma l'atteggiamento attuale dell'Ortodossia orientale nei confronti della scienza varia, con i fedeli conservatori che si oppongono ad alcuni concetti dell'evoluzione alle origini e dello sviluppo della vita.
L'Ortodossia considera la verità come rintracciabile nel "Consenso dei Padri", un percepito filo conduttore di accordo che unisce gli scritti patristici della prima Chiesa e degli apostoli. Coloro i quali si mostrarono in disaccordo con quello che venne ad essere considerato il consenso non vennero accettati come "Padri" autentici. Tutti i concetti teologici devono essere in accordo con tale consenso. Anche quelli considerati come "Padri" autentici possono avere qualche opinione teologica che non è universalmente condivisa, ma ciò non li rende eretici. Quindi un cristiano ortodosso non è vincolato ad essere d'accordo con ogni opinione di ogni Padre, ma piuttosto con il consenso complessivo dei Padri, e anche qui solo su quelle questioni su cui la Chiesa è dogmatica.
I teologi dell'ortodossia orientale tendevano ad affidarsi ai filosofi greci più di quanto si faceva in Occidente, spesso prendendo a prestito le categorie e il vocabolario del neoplatonismo per spiegare la dottrina cristiana, anche se non necessariamente accettando tutte le sue teorie. Alcuni filosofi neoplatonici non-cristiani presero in seguito a prestito parte del vocabolario dei teologi cristiani.

## Interpretazione in occidente: contro le eresie (XI-XX secolo)
Nel corso del primo millennio, la Chiesa cattolica non ha mai sentito la necessità di promulgare nessuna regola circa la lettura dei Vangeli in particolare e della Bibbia in generale: a tal proposito, infatti, l'Enchiridion Symbolorum (la raccolta dei documenti ufficiali della Chiesa cattolica, a cura di H. Denzinger) non riporta alcun intervento. Dato il diffuso analfabetismo tra il popolo (plebe, ma anche nobili) e l'elevato costo dei supporti fàtici (dapprima papiri, poi pergamene), la lettura e la meditazione personale avvenivano perlopiù all'interno dei monasteri o delle biblioteche personali ad uso del clero.
Tendenzialmente, monaci e clero secolare erano incoraggiati a leggere le scritture secondo le loro necessità spirituali, come scrive Ireneo in Contro gli eretici (3,4).
Dall'inizio del secondo millennio cambia notevolmente il panorama teologico-sociale. Soprattutto nel sud della Francia e nel nord Italia compaiono le eresie di tipo gnostico, che sulla base di interpretazioni spiritualiste del messaggio dei Vangeli, in particolare Giovanni, arrivavano a negare la bontà della materia in genere e delle sue manifestazioni concrete: matrimonio e procreazione, stato e potere temporale, sacramenti e Chiesa, erano tutti visti come frutti malvagi della corruzione del peccato originale. Il perfetto credente, in tale ottica, era l'asceta estraniato dal mondo e contrario alla corporeità, legato spesso a movimenti sociali che potevano sfociare in rivolte sociali contro principi o 'vescovi grassi', come efficacemente sintetizza Umberto Eco ne Il nome della rosa.
La Chiesa pertanto, dietro pressante richiesta delle autorità politiche (Roberto II re di Francia, Guglielmo conte di Poitiers e duca di Aquitania, l'imperatore Enrico III), inizia a contrastare la lettura personale della Bibbia in lingua volgare per evitare gli eccessi gnostici:
(Sinodo di Tolosa, canone 14, 1229, durante l'apice dell'uragano gnostico)
Da notare come:
- la lettura biblica in lingua latina (traduzione della Vulgata) era permessa, pertanto è inesatto sostenere che in tale occasione la Chiesa vietò la Bibbia;
- il Sinodo di Tolosa non era un concilio ecumenico, ma appunto un sinodo locale: le sue deliberazioni, tra cui quella sopra riportata, non avevano valenza universale ed eterna per tutta la Chiesa cattolica, ma solo per i territori rappresentati dai partecipanti al sinodo (nella fattispecie, il sud della Francia) e solo per un limitato periodo di tempo (il periodo dell'emergenza gnostica).

La Chiesa infatti, in seguito, non si è opposta a priori alla diffusione di traduzioni bibliche in lingue moderne, ma solo a quelle che, a suo giudizio, veicolavano giudizi eretici. Queste le principali traduzioni volgari la cui lettura era permessa ai cattolici:
- in spagnolo, la Bibbia Alfonsina, dedicata al re di Castiglia Alfonso X e realizzata nel 1280;
- in tedesco, una traduzione integrale a cura di John Rellach, pubblicata a Costanza nel 1450;
- in italiano, la Bibbia del Malermi (1471), ad opera del monaco camaldolese Nicolò Malermi, soppiantata poi nel 1778 dalla Bibbia di Antonio Martini;
- in francese, la Bibbia di Jacques Lefèvre d'Étaples, pubblicata ad Anversa (1523-8);
- in inglese, la Bibbia di Douai o Reims (1582 NT, 1609 intera Bibbia), tuttora la Bibbia cattolica ufficiale di lingua inglese.

Dopo il sinodo di Tolosa, il divieto relativo alla traduzione, possesso e uso di versioni volgari non autorizzate venne ribadito molte volte da singole Chiese locali allorquando si avvertiva il pericolo della diffusione di idee giudicate eretiche. In varie parti d'Europa si verificarono dunque roghi di copie non autorizzate e sanzioni di natura spirituale ai lettori di tali versioni (non sono infatti documentati processi e pene civili ai semplici lettori). Riguardo agli autori di traduzioni non autorizzate sono attestate solo due condanne capitali, entrambe in Inghilterra, relative a John Wycliffe e William Tyndale. Va sottolineato tuttavia che, per Wycliffe, la condanna a morte per eresia fu postuma (nel 1415 venne riesumato il corpo, sepolto alla morte nel 1384, e ne vennero bruciati i resti), e per Tyndale la condanna fu sancita non da un tribunale cattolico ma, nel 1536, da un tribunale inglese, dunque anglicano. Non è pertanto corretto sostenere che la Chiesa cattolica avrebbe ucciso chi traduceva la Bibbia.
Durante il XVI secolo compare nel Nord Europa la Riforma protestante, che ha spaccato il mondo cristiano fino ad oggi. Come è noto, per Lutero la Bibbia poteva essere letta e interpretata da qualunque cristiano, arrivando alle conclusioni che più reputava opportune (tale 'libertà' ermeneutica ha portato di fatto alla frammentazione della stessa Chiesa riformata). Fu in seguito a tale crisi che si ebbe un pronunciamento ufficiale della Chiesa cattolica con valenza dogmatica, dunque universale ed eterna. In particolare il problema fu affrontato al Concilio di Trento che così deliberò:
(Concilio di Trento, sessione IV, 8 aprile 1546, di papa Giulio III, DS 1501-1508)
Da notare come:
- non viene espresso un giudizio negativo sulla Bibbia;
- non viene vietata la lettura della Bibbia, ma solo vincolata alla sua traduzione ufficiale latina;
- non vengono vietate le traduzioni in lingue volgari per uso personale, che infatti continuarono a circolare liberamente, previa approvazione ecclesiastica.[5]

Il divieto dell'uso di versioni non autorizzate della Bibbia viene formalmente sancito nel 1559, quando papa Paolo IV istituì l'Indice dei libri proibiti nel quale erano vietate, fra gli altri testi, 45 versioni della Bibbia e del Nuovo Testamento in lingua volgare di autori non cattolici o anonimi, in prevalenza pubblicate nel mondo germanico, ma anche la traduzione in italiano del veneziano Francesco Brucioli. La lettura di questi testi in volgare non autorizzati era permessa solo su licenza del Sant'Uffizio, e non poteva essere concessa alle donne e a chi non conoscesse il latino. Questa discriminazione ebbe termine cinque anni dopo, il 24 marzo 1564, con il papa successivo, Pio IV, che pur mantenendo l'impianto dell'indice ne allentò lo spirito e le norme applicative.
Le versioni in volgare, per essere autorizzate, dovevano sottostare a due regole:
- la presenza di note e spiegazioni approvate dalla Chiesa;
- la traduzione doveva essere fatta non da copie dei testi originali ebraici e greci, ma dalla Vulgata da Girolamo, che era il testo ufficiale della chiesa latina utilizzato nella liturgia pubblica.

Nel 1631, Urbano VII ingiunse a tutti i possessori di copie della Bibbia non autorizzate di consegnarle alle autorità per bruciarle, pena la denuncia all'Inquisizione. Fu solo nel 1758 che furono riviste alcune proibizioni e, in particolare, fu eliminato il divieto di lettura della Bibbia nelle lingue nazionali.
Considerando come la Chiesa cattolica non vietò mai l'uso della Bibbia, anche se ne limitò la consultazione alle sole versioni autorizzate, non dovrebbe essere visto come in contrasto con le promulgazioni precedenti l'affermazione del Concilio Vaticano II nel 1965:
(Dei Verbum 22)
Secondo altri invece questa affermazione è vista come una conversione piuttosto controversa.

## Interpretazione in Occidente: la scolastica (XI-XV secolo)
L'epistemologia scolastica era di tipo deduttivo: da alcuni principi universali, di origine razionale o teologica, si procedeva deduttivamente, cioè dall'universale al particolare. La Bibbia, di fatto, era 'inutile', se non nel ruolo di miniera di pezze di appoggio con le quali confermare le affermazioni teologiche già dimostrate razionalmente.
Per S. Tommaso d'Aquino, il contenuto del senso letterale deposto da Dio nella Scrittura non richiede soltanto il ricorso alla grammatica e alla riflessione razionale, ma esige anche che l'interprete si ponga all'interno della Tradizione cristiana, e nella luce della Rivelazione totale: le sole in grado di distinguere il rapporto dei testi biblici con Gesù Cristo.

## Interpretazione moderna cattolica (XV-XVIII secolo)
Il XV secolo e la prima parte del XVI secolo sono dominati, nella Chiesa latina, da un generale ritorno alle fonti e allo studio filologico dei testi sacri, favorito anche dai contatti con intellettuali greci in fuga da Costantinopoli. Fra questi spicca la figura di umanista del cardinale Basilio Bessarione (1402-1472), che donerà la sua ricca biblioteca in lingua greca all'università di Padova.
Importante per lo sviluppo della critica filologica, è Lorenzo Valla (1405 o 1407 - 1457), segretario apostolico presso la curia romana, che sostiene il ritorno alla fonte greca per risolvere le difficoltà di interpretazione della Vulgata.
Il più influente umanista dell'epoca è probabilmente Erasmo da Rotterdam (1469-1536), che nel 1516 pubblica il Novum Instrumentum, una traduzione latina con annotazioni del Nuovo Testamento greco, dedicata a papa Leone X.
In Spagna gli studi biblici hanno rilievo presso l'università di Alcalá, fondata nel 1501, con cattedre in ebraico, greco e latino, che pubblicherà un'edizione poliglotta della Bibbia detta Complutense (dal nome latino di Alcalá de Henares). Tale versione presenta al centro il testo della Vulgata, ai lati il testo masoretico e la Settanta e in calce il Targum del Pentateuco con traduzione latina.
Nel XVI e XVII secolo si ebbero varie edizioni cattoliche della Bibbia nelle lingue europee e anche in lingue non europee, legate alle missioni, ad opera soprattutto di gesuiti, francescani e domenicani, come la versione inglese del Douay-Rheims (1610 (il Nuovo Testamento dal 1582); quella in tedesco di Dietenberger, dal 1530 e con le successive revisioni; in olandese dal 1545 Nicholas van Wingh, Peter de Cort e Godevaert Stryode (anche se esisteva già un'edizione cattolica precedente la riforma). In Italia la versione cattolica completa in "toscano" è del XVIII secolo, dovuta all'arcivescovo di Firenze Antonio Martini (1780).

## Interpretazione contemporanea cattolica (XVIII secolo ad oggi)
Nel XIX e XX secolo si ebbe un forte sviluppo degli studi biblici all'interno della Chiesa cattolica. Nel 1890 il domenicano Marie-Joseph Lagrange fondò l'École biblique et archéologique française di Gerusalemme e nel 1909 fu costituito il Pontificio Istituto Biblico di Roma. Rimane tuttavia per i fedeli il divieto di lettura per le edizioni protestanti. Secondo il Catechismo Maggiore di san Pio X, scritto durante la crisi modernista (1905), la Chiesa proibisce la Bibbie protestanti "perché o sono alterate e contengono errori, oppure, mancando della sua approvazione e delle note dichiarative dei sensi oscuri, possono nuocere alla Fede" e, qualora gli venisse offerta una di queste bibbie, il cristiano avrebbe dovuto respingerla con orrore, gettarla alle fiamme o consegnarla al proprio parroco.
Tali studi, che trovavano la loro ispirazione nel lavoro svolto all'interno del mondo protestante, sono caratterizzati dallo sviluppo del metodo storico-critico, con il sussidio della filologia, della storia e dell'archeologia.
Tale metodo ha evidenziato la natura umana della Bibbia, che va collocata all'interno dei vari contesti storici, sociali, culturali nei quali operavano gli scrittori biblici. Fondamentale appare dunque la contestualizzazione del messaggio contenuto nei vari libri biblici, che sono Parola di Dio, ma pur sempre espressa con parole di uomini.
Non è dunque fonte di scandalo per i cattolici accorti la constatazione dell'esistenza di contraddizioni o anche falsità nella Bibbia, che alcuni si sono presi la briga di elencare puntigliosamente. Infatti secondo il documento "Dei Verbum" (1965) del Concilio Vaticano II la Bibbia è stata scritta nostra salutis causa, per la nostra salvezza: non è un trattato di storia, scienza o geografia ma, al più, un 'prontuario' per conoscere il progetto di Dio sulla storia e sull'uomo, che ha come fine la salvezza della persona. Questa sola è la verità che la Bibbia intende trasmettere e che va in essa cercata.
Nell'enciclica Providentissimus Deus (1893), vengono esposti i criteri di fondo della interpretazione biblica: "1) La Bibbia va interpretata con la luce e la Grazia dello stesso Spirito Santo che l'ha ispirata; 2) in conformità al senso che la Santa Madre Chiesa tenne e ritiene; 3) non contro l'unanime consenso dei Padri; 4) tenendo conto dell'analogia della fede. Bisogna che il maestro di esegesi eccella pure in questo merito, in modo che possegga egregiamente la teologia e sia versato nei commentari dei Santi Padri, dei Dottori e degli interpreti insigni" (nn. 9-12)
Altri documenti di riferimento sono: Spiritus Paraclitus (Benedetto XVI, 1920); Divino afflante spiritu (Pio XII, 1943), che sposa il metodo storico-critico e introduce la nozione di genere letterario all'interno della Bibbia; la Dei Verbum (CVII, 1965); L'interpretazione della Bibbia nella Chiesa (1993, Pontificia commissione biblica), che presenta i metodi sincronici (basati sul testo così come pervenutoci): metodo narrativo e narratologico, metodo retorico e semeiotico; la Verbum Domini (Benedetto XVI, 2010); la Scripturae Sacrae Affectus (Papa Francesco, 2020).

## Interpretazione protestante (XVI secolo ad oggi)
Prevale il criterio della libera interpretazione: non è necessario il ruolo di una Chiesa interprete delle verità rivelate. Ogni credente, con la Bibbia in mano, può evincerne le verità di fede fondamentali senza alcuna mediazione, lasciando che la Bibbia sia interprete di sé stessa (cioè un brano della Bibbia viene spiegato da un altro). il Protestantesimo tradizionale, fedele al proprio retaggio storico, è concorde sui fondamenti della fede;L'Evangelicalismo moderno si attiene all'ermeneutica letterale, storica e grammaticale (da non confondersi con un crasso letteralismo). Essa ha trovato espressione formale nei principi stilati nella Dichiarazione di Chicago sull'ermeneutica biblica. L'articolo 15 di detta dichiarazione afferma: "Affermiamo che è necessario interpretare la Bibbia secondo il suo senso letterale o naturale. Il senso letterale è il senso storico-grammaticale, cioè quello espresso dall'autore. L'interpretazione secondo il senso letterale tiene conto di tutte le figure di stile e di tutte le forme letterarie del testo". L'erudizione biblica (anche se non normativa) ha portato oggi, inoltre, a una larga convergenza quanto all'interpretazione dei testi biblici.

## Interpretazione islamica (VII secolo ad oggi)
Gli islamici accettano la Bibbia (= gli Scritti Sacri), ma essa riveste un'importanza secondaria rispetto al Corano.

## Interpretazione dei Testimoni di Geova
Per i Testimoni di Geova «Dio [è] l'Autore  e l'Ispiratore delle Sacre Scritture». Affermano che gli scrittori scrissero sotto ispirazione i pensieri di Dio e non i propri, e che tutto il testo biblico è attendibile. Considerano leggi, consigli e avvenimenti in esso contenute, scritte per il beneficio della razza umana sostenendo di trarre questa loro convinzione dalle stesse Sacre Scritture come per esempio il versetto della lettera di Paolo a Timoteo: Tutta la Scrittura è ispirata da Dio e utile per insegnare, per correggere, per disciplinare nella giustizia affinché l'uomo di Dio sia pienamente competente, del tutto preparato per ogni opera buona (Seconda lettera a Timoteo, 3,16-17).
Riconoscendo che la Bibbia contiene parabole, espressioni simboliche e figurative, i testimoni di Geova non interpretano tutte le scritture in modo letterale. Ritengono, tuttavia, che il racconto biblico sulla creazione dell'uomo nel Giardino dell'Eden, la venuta del Diluvio universale e altri avvenimenti siano storici. Sostengono, inoltre, che sia stato Dio a creare direttamente tutte le cose fra cui la vita sulla terra e che, perciò, non ci fu nessuna evoluzione .
I Testimoni, dopo aver diffuso diverse traduzioni bibliche aconfessionali come la King James Version, L'American Standard Version ed altre, hanno da tempo prodotto e distribuito in molte lingue, anche le meno diffuse, la loro versione biblica: Traduzione del Nuovo Mondo delle Sacre Scritture che utilizza nel testo ebraico e greco una specifica vocalizzazione del Tetragramma Biblico resa in italiano come "Geova". I Testimoni nella loro evangelizzazione e nelle loro pubblicazioni dottrinali utilizzano comunque anche altre traduzioni della Bibbia appartenenti ad altre confessioni religiose. Fino all'anno 2013 hanno prodotto 179.000.000 di Bibbie che hanno pubblicato in 116 lingue
L'interpretazione della Bibbia è univoca ed è compito di un comitato chiamato 'Corpo Direttivo', secondo i Testimoni, ad imitazione del "comitato" degli Apostoli del I secolo. È però vivamente consigliato a tutti i Testimoni di studiare autonomamente la Bibbia La Bibbia è in effetti il loro principale testo. A casa, nello studio personale e alle adunanze viene letto e commentato regolarmente un ampio stralcio delle Sacre Scritture. Lo studio biblico si svolge anche con l'ausilio di pubblicazioni basate sulla Bibbia. Secondo la teologia dei testimoni di Geova, lo studio della Bibbia rappresenta esso stesso un atto di grande devozione nei riguardi di Dio, perché permette di conoscerlo meglio. Ai fini dell'interpretazione della Bibbia i testimoni di Geova si basano anzitutto su raffronti tra passi diversi della Bibbia e il loro contesto 
I testimoni di Geova, pur avendo prodotto diversi strumenti per la ricerca biblica, come una Bibbia con riferimenti, una concordanza ed un ausiliario biblico, non hanno un loro commentario biblico. D'altronde tra la loro letteratura hanno singole pubblicazioni, alcune dedicate alla spiegazione di alcuni libri biblici, come ad esempio quello di Apocalisse (o Rivelazione) o Geremia. Hanno inoltre un opuscolo annuale intitolato Esaminiamo le Scritture ogni giorno che commenta uno o più versetti diversi della Bibbia mettendone in risalto l'influenza che questi versetti dovrebbero avere nella vita pratica di ogni cristiano.